# 충북산업과학고등학교
충북산업과학고등학교(忠北産業科學高等學校)는 대한민국 충청북도 옥천군 옥천읍 문정리에 있는 공립 고등학교이다.

## 학교 연혁
- 1954년 6월 7일 : 옥천여자고등학교 개교
- 1977년 3월 10일 : 현 위치로 이전(여중. 고 분리)
- 1979년 4월 3일 : 생활관 개관(건평 290.4m2)
- 1987년 3월 1일 : 옥천상업고등학교로 운영 체제 변경
- 1998년 12월 17일 : 후관 9개 교실 증축
- 2004년 4월 30일 : 학과변경 경영정보과 2학급, 인터넷상거래과 2학급, 정보처리과 2학급(계 18학급 - 남여공학)
- 2004년 7월 31일 : 다목적실 지용관(智勇館) 신축
- 2017년 3월 1일 : 충북산업과학고등학교로 교명 변경
- 2019년 10월 21일 : 기숙사(지용학사) 증축
- 2022년 1월 4일 : 제66회 졸업식(충북산과고 5회) 81명, 졸업생 총수 14,122명 (여고 5,746명, 상고 7,804명, 충북산과고 572명)
- 2023년 1월 3일 : 제67회 졸업식(충북산과고 6회) 83명
- 2023년 3월 2일 : 신입생 101명 입학(금융회계과 51명, 의료전자과 50명)
- 2024년 9월 1일 : 제33대 최진근 교장 취임

## 설치 학과
- 의료전자과
- 금융회계과

## 참고 자료
- 충북산업과학고등학교 - 한국교육학술정보원 학교알리미